# Иринарх (Вологжанин)
Епи́скоп Ирина́рх (в миру Ива́н Полика́рпович Вологжа́нин; 7 января 1886, Еловщина, Вятская губерния — 19 октября 1973, Винница) — епископ Древлеправославной Церкви Христовой (старообрядцев, приемлющих белокриницкую иерархию), епископ Киевско-Винницкий и Одесский.

## Биография
Родился в деревне Еловщина (ныне — в Немском районе Кировской области). Религиозное образование получил от родителей и от священника Михинского старообрядческого прихода отца Иоанна Копысова.
8 февраля 1922 года на Рогожском кладбище в Москве рукоположён в сан священника епископом Рязанским Александром (Богатенко) и был послан в приход деревни Тарасенки (Удмуртия). Здесь, кроме службы в церкви, он активно занимался просветительской религиозной деятельностью среди местного населения, обучал детей религиозной грамоте.
Приход был сложным, не до конца были преодолены разногласия между старообрядцами «окружниками» и «неокружниками» не только среди местного старообрядческого населения, но и среди старообрядческих священников. Отец Иоанн учил местное население научным основам ведения земледелия, закупал новые сорта зерновых культур. Когда в конце 1920-х годов выгорела почти треть деревни, он помогал в строительстве новых домов, собирал средства для помощи пострадавшим.
В самом конце 1920-х или в начале 1930-х годов сослан с семьёй на поселение на север, предположительно на Печеру. В ссылке умерла жена, из детей в живых осталась только одна дочь.
Последний раз, уже после возвращения с поселения, приезжал в деревню Тарасенки после войны примерно в 1948—1949 годах. Он тайно крестил детей, отпевал покойников, принимал на исповедь. Он пешком обошел все деревни своего бывшего прихода. Прожил он здесь не более месяца и вернулся в Москву.
В 1949 году определён настоятелем храма в Гомеле.
29 июня 1956 года он принимает иночество с именем Иринарх.
1 июля 1956 года в Москве, в кафедральном соборе во имя Покрова Пресвятой Богородицы, архиепископ Флавиан по соборному определению рукоположил Иринарха в сан епископа на Киевско-Винницкую епархию.
С его приходом епархия увеличивается, преобразуется в епархию Киевско-Винницкую и Одесскую, включает в состав все украинские приходы. По словам современников епископа Иринарха, с его служением был связан подъем духовной и церковной жизни.
Скончался 19 октября 1973 года и похоронен на кладбище в Виннице.